# Communauté de communes Isle Double Landais
Die Communauté de communes Isle Double Landais ist ein französischer Gemeindeverband mit der Rechtsform einer Communauté de communes im Département Dordogne in der Region Nouvelle-Aquitaine. Sie wurde am 1. Januar 2014 gegründet und umfasst neun Gemeinden. Der Verwaltungssitz befindet sich im Ort Montpon-Ménestérol.

## Mitgliedsgemeinden
| Gemeinde                                   | Einwohner 1. Januar 2022 | Fläche km² | Dichte Einw./km² | Code INSEE | Postleitzahl |
| ------------------------------------------ | ------------------------ | ---------- | ---------------- | ---------- | ------------ |
| Échourgnac                                 | 395                      | 34,88      | 11               | 24159      | 24410        |
| Eygurande-et-Gardedeuil                    | 407                      | 35,62      | 11               | 24165      | 24700        |
| Le Pizou                                   | 1.416                    | 17,02      | 83               | 24329      | 24700        |
| Ménesplet                                  | 1.911                    | 18,91      | 101              | 24264      | 24700        |
| Montpon-Ménestérol                         | 5.845                    | 46,34      | 126              | 24294      | 24700        |
| Moulin-Neuf                                | 973                      | 8,62       | 113              | 24297      | 24700        |
| Saint-Barthélemy-de-Bellegarde             | 506                      | 33,12      | 15               | 24380      | 24700        |
| Saint-Martial-d’Artenset                   | 944                      | 32,14      | 29               | 24449      | 24700        |
| Saint-Sauveur-Lalande                      | 149                      | 9,30       | 16               | 24500      | 24700        |
| Communauté de communes Isle Double Landais | 12.546                   | 235,95     | 53               | –          | –            |